# Ukrainian Purple
 (mai 2023).
L'Ukrainian Purple (litt. « Violette d'Ukraine » en anglais) ou Purple Russian, est une variété de la tomate (Solanum lycopersicum L.), originaire de l'Ukraine.

## Histoire
La variété est devenue connue après que l'Américain Frederick Ineman de l'Iowa a importé des graines d'une tomate endogène de la région de Kiev aux États-Unis, qui se distinguait par sa couleur remarquable. Elle a été inclus dans l'annuaire du Seed Savers Exchange en 1999 et a été utilisé pour les recherches scientifiques en raison de sa couleur et de son origine particulier.
Le nom original Ukrainian purple a été changé en Purple Russian, bien que le premier nom soit encore largement utilisé.[réf. souhaitée]

## Caractéristiques
La plante peut atteindre une hauteur de 2 mètres. La forme des fruits ressemble à un œuf avec une extrémité pointue. Les fruits pèsent environ 100 à 150 grammes,,. Remarquable est la couleur des fruits, qui alterne entre le rouge foncé, le brun et le vert dans plusieurs nuances. La couleur extraordinaire est déterminée par une mutation au locus GF (Green Flesh) qui entraîne une rétention de la chlorophylle verte et une accumulation du lycopène rouge. La plante est sensible à des infections par le Fusarium oxysporum. Le goût du fruit est doux et la tomate est particulièrement appréciée pour en faire de la sauce.